# 凱奈恩山
71°37′S 163°50′E / 71.617°S 163.833°E
凱奈恩山是南極洲的山峰，位於維多利亞地的彭內爾海岸，屬於鮑爾斯山脈的一部分，是莫勒山的東半部，全長20公里，由新西蘭南極名稱委員會命名。